# نویزی کمبا
نویزی کمبا (به لاتین: Nosy Komba) یک جزیره در ماداگاسکار است که در ماداگاسکار واقع شده‌است.
 نویزی کمبا   ۶۲۲ متر بالاتر از سطح دریا واقع شده‌است.